# Philydrella pygmaea
Philydrella pygmaea là một loài thực vật có hoa trong họ Philydraceae. Loài này được (R.Br.) Caruel miêu tả khoa học đầu tiên năm 1881.